# Igors Vihrovs
Igors Vihrovs (né le 6 juin 1978 à Riga) est un gymnaste letton.

## Palmarès

### Jeux olympiques
- Sydney 2000
  -  médaille d'or au sol

- Athènes 2004
  - 18e au concours général individuel

### Championnats du monde
- Gand 2001
  -  médaille de bronze au sol

- Anaheim 2003
  - 6e au sol